# حيثيات
الحيثيَّات وفي النحو تكتب وحيث هي كل ما يُبنى عليه قرار أو حكم من مقدمة وقائع القضية إلى نهايتها، وهي مجموع الأسباب الموجبة للإستدلال على الحكم. تتسلط على الجملة فتبتدئها بـ«حيث» أو «وحيث» حتى يتم سرد الوقائع القانونية سردا صحيحا لا يعيبه نقائص اللغة. ويقوم غالبا القاضي في صياغته للأحكام والقرارات باستخدام مثل هاته الأساليب غاية في تسهيل وتوضيح تفاصيل القضية للمتلقي وفي نفس الوقت للإحاطة بالشكل اللازم بكل ما يحيط بالقضية من معطيات ومعلومات قد تساهم في بناء الحكم أو إسقاطه.